# Lichtenhain (Adelsgeschlecht)

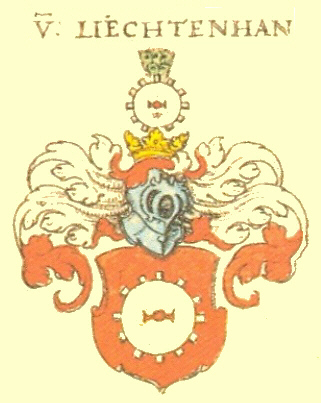
Wappen derer von Lichtenhain in Siebmachers Wappenbuch (1605)

Die adlige Thüringer Familie von Lichtenhain, auch Lichtenhayn, Lychtenhayn, Lychthayn, Lychtenhain, Liechtenhain, Lichtinhain, Luchtenhayn oder Luchtinhainein, war eine sich nach dem Ort Lichtenhain bei Jena benennendes altes und angesehenes Adelsgeschlecht, welches zu den Vasallen der Herren von Lobdeburg und des Stiftes Naumburg gehörte. 

## Geschichte
Die erste urkundliche Erwähnung erfolgte 1129 mit Gerhard de Lochtenem, gefolgt von Ritter Heinrich von Lichtenhayn im Jahr 1191 sowie Dietrich von Lichtenhain im September 1223. Conrad von Lichtenhayn ist 1300 Komtur des Deutschorden in Elbing und Dytherich von Lichtenhayn ist 1324 Komtur der Kreise Schwetz und Schlochau. Domino Theodrico dicto de Lichtenhayn provinciali terre Culmensis wird 1312 urkundlich erwähnt. In der Predigerkirche von Erfurt befindet sich das Epitaph des Theoderich von Lichtenhain († 1366) mit Wappen. Im Jahr 1501 verlagerte sich der Stammsitz – bedingt durch den Tod Dietrichs des Älteren – von Lichtenhain nach Schöngleina. Das Geschlecht saß auch auf Etzoldshain, Könderitz, Ostrau, Rutersdorf, Scheiditz, Schleifreich, Schönstadt, Teuditz, Uhlstädt, Westgreussen und von 1521 bis 1649 auf Schloss Vitzenburg. Noch in der 2. Hälfte des 19. Jahrhunderts werden Vertreter der Familie mit militärischen Ämtern genannt; ein nach Basel ausgewanderter Zweig namens Liechtenhan hat bis heute Bestand. (Über das Geschlecht schrieb Paul Jovius im 18. Jahrhundert eine Genealogie)

## Wappen
Im roten Schild ein silbernes Kammrad (Mühlstein) mit acht Zacken und einer vierseitigen Öffnung in der Mitte. Helm: gekrönt, darüber weißes Kammrad mit Pfauenfedern besteckt. Die Decken sind Rot und Silber.

## Die von Lichtenhain bei Teuchern
Die osterländische, erloschene Ministerialenfamilie von Lichtenhain, auch Lichtenhagen genannt, war vermutlich eine Seitenlinie der Edlen von Teuchern. Um 1200 erbaute ein Bruder des Otto von Teuchern im Lichtenhayn, 1,5 km südlich von Teuchern, sein festes Haus/Burg (heute Ortswüstung). Gut und Burg Teuchern besaßen sie von 1219 bis 1329. Nennungen mit Otto und Ekkehardus, Gebrüder (1196), Otto (1213/1234), Eckehardus de Tuchere, Otto von Lichtenhagen, Gebrüder (1219). In der ersten Hälfte des 14. Jh. werden sie Kastellane der Schönburg genannt. 1305 hat Otto von Lichtenhayn, Ritter, Otto d. J., dessen Sohn, Otto und Eckart, Brüder, Söhne weil. Eckarts v. Lichtenhay in Schönburg Burglehen inne. Noch 1329 werden die von Lybenhain zu Teuchern und Otto erwähnt. 

## Wappen
Im Schilde führten sie einen Sparren, der von zehn Schindeln begleitet wird.